# Grand Prix Formule 1 van Frankrijk 1979
De Grand Prix Formule 1 van Frankrijk 1979 werd gehouden op 1 juli 1979 in Dijon.

## Uitslag
| Positie | Nummer | Rijder                | Team               | Ronden | Tijd/Opgave | Startplaats | Punten |
| ------- | ------ | --------------------- | ------------------ | ------ | ----------- | ----------- | ------ |
| 1       | 15     | Jean-Pierre Jabouille | Renault            | 80     | 1:35:20.42  | 1           | 9      |
| 2       | 12     | Gilles Villeneuve     | Ferrari            | 80     | +14,59 s    | 3           | 6      |
| 3       | 16     | René Arnoux           | Renault            | 80     | +14,83 s    | 2           | 4      |
| 4       | 27     | Alan Jones            | Williams-Ford      | 80     | +36,61 s    | 7           | 3      |
| 5       | 4      | Jean-Pierre Jarier    | Tyrrell-Ford       | 80     | +1:04.51    | 10          | 2      |
| 6       | 28     | Clay Regazzoni        | Williams-Ford      | 80     | +1:05.51    | 9           | 1      |
| 7       | 11     | Jody Scheckter        | Ferrari            | 79     | +1 Ronde    | 5           |        |
| 8       | 26     | Jacques Laffite       | Ligier-Ford        | 79     | +1 Ronde    | 8           |        |
| 9       | 20     | Keke Rosberg          | Wolf-Ford          | 79     | +1 Ronde    | 16          |        |
| 10      | 8      | Patrick Tambay        | McLaren-Ford       | 78     | +2 Rondes   | 20          |        |
| 11      | 7      | John Watson           | McLaren-Ford       | 78     | +2 Rondes   | 15          |        |
| 12      | 31     | Héctor Rebaque        | Lotus-Ford         | 78     | +2 Rondes   | 23          |        |
| 13      | 2      | Carlos Reutemann      | Lotus-Ford         | 77     | +3 Rondes   | 13          |        |
| 14      | 29     | Riccardo Patrese      | Arrows-Ford        | 77     | +3 Rondes   | 19          |        |
| 15      | 30     | Jochen Mass           | Arrows-Ford        | 75     | +5 Rondes   | 22          |        |
| 16      | 18     | Elio de Angelis       | Shadow-Ford        | 75     | +5 Rondes   | 24          |        |
| 17      | 35     | Bruno Giacomelli      | Alfa Romeo         | 75     | +5 Rondes   | 17          |        |
| 18      | 17     | Jan Lammers           | Shadow-Ford        | 73     | +7 Rondes   | 21          |        |
| NF      | 3      | Didier Pironi         | Tyrrell-Ford       | 71     | Ophanging   | 11          |        |
| NF      | 14     | Emerson Fittipaldi    | Fittpaldi-Ford     | 53     | Motor       | 18          |        |
| NF      | 6      | Nelson Piquet         | Brabham-Alfa Romeo | 52     | Ongeluk     | 4           |        |
| NF      | 1      | Mario Andretti        | Lotus-Ford         | 51     | Remmen      | 12          |        |
| NF      | 25     | Jacky Ickx            | Ligier-Ford        | 45     | Motor       | 14          |        |
| NF      | 5      | Niki Lauda            | Brabham-Alfa Romeo | 23     | Spin        | 6           |        |
| DNS     | 9      | Hans Joachim Stuck    | ATS-Ford           |        |             |             |        |
| NQ      | 22     | Patrick Gaillard      | Ensign-Ford        |        |             |             |        |
| NQ      | 24     | Arturo Merzario       | Merzario-Ford      |        |             |             |        |

## Wetenswaardigheden
- Het was de eerste overwinning voor Renault.
- Het was voor het eerst dat een wagen met turbomotor een race won.

## Statistieken
| Pole-position | Jean-Pierre Jabouille | Renault | 1:07.19 |
| Snelste ronde | René Arnoux           | Renault | 1:09.16 |

## Noot
- Dit was het debuut van de Franse coureur Patrick Gaillard.
- Eerste snelste ronde en eerste podiumplaats voor René Arnoux.
- Vijfde podiumplaats voor Gilles Villeneuve en voor een Canadese coureur.
- Eerste podiumplaats en Grand Prix-winst voor Jean-Pierre Jabouille. Dit was tevens de tiende Grand Prix-winst voor een Franse coureur.